# 艾奧恩 (科羅拉多州)
艾奧恩（英語：Ione）是位於美國科羅拉多州韋爾德縣的一個非建制地區。該地的面積和人口皆未知。

## 地理
艾奧恩的座標為40°08′56″N 104°48′39″W / 40.14889°N 104.81083°W，而該地的平均海拔高度為1380米（即4527英尺）。